# Burgelu
Burgelu (castellà Elburgo) és un municipi d'Àlaba, de la Quadrilla de Salvatierra. Segons el darrer cens de l'INE, la població bascoparlant és del 19,34%. Limita al nord amb Leintz-Gatzaga (Guipúscoa), al sud amb Bernedo, a l'est amb Barrundia i Dulantzi i a l'oest amb Arratzu-Ubarrundia i Vitòria. Està format per sis concejos:
- Añua
- Arbulu
- Argomaiz
- Azua
- Gazeta (Burgelu)
- Ixona